# Ephedra fedtschenkoae
Ephedra fedtschenkoae là một loài thực vật hạt trần trong họ Ephedraceae. Loài này được Paulsen mô tả khoa học đầu tiên năm 1905.